# Grabowce Dolne
Grabowce Dolne (prononciation [raˈbɔft͡sɛ ˈdɔlnɛ]) est un village de la gmina de Nowodwór du powiat de Ryki dans la voïvodie de Lublin, situé dans l'est de la Pologne.
Il se situe à environ 3 kilomètres au sud-est de Nowodwór (siège de la gmina), 14 kilomètres à l'est de Ryki (siège du powiat) et 53 kilomètres au nord-ouest de Lublin (capitale de la voïvodie).
Le village comptait approximativement une population de 110 habitants en 2009.

## Histoire
De 1975 à 1998, le village est attaché administrativement à la voïvodie de Siedlce.
Depuis 1999, il fait partie de la nouvelle voïvodie de Lublin.